# Liste der Kulturdenkmäler in Hardt (Westerwald)
In der Liste der Kulturdenkmäler in Hardt sind alle Kulturdenkmäler der rheinland-pfälzischen Ortsgemeinde Hardt (Westerwald) aufgeführt. Grundlage ist die Denkmalliste des Landes Rheinland-Pfalz (Stand: 21. Dezember 2021).

## Einzeldenkmäler
| Bezeichnung       | Lage                   | Baujahr                            | Beschreibung | Bild                           |
| ----------------- | ---------------------- | ---------------------------------- | --- | ------------------------------ |
| Quereinhaus       | Bornweg 1 Lage         | 1706                               | Fachwerk-Quereinhaus, teilweise massiv, bezeichnet 1706                                                                                   | Fotos hochladen                |
| Quereinhaus       | Mittelstraße 23 Lage   | zweite Hälfte des 17. Jahrhunderts | Fachwerk-Quereinhaus mit Niederlass, zweite Hälfte des 17. Jahrhunderts, Scheunentenne (teilweise?) jünger                                | Fotos hochladen                |
| Nistertal-Viadukt | südlich des Ortes Lage | um 1908/09                         | mehrbogige Talbrücke der Verbindungsbahn Erbach–Bad Marienberg, Sichtbeton, um 1908/09; siehe auch Liste der Kulturdenkmäler in Dreisbach | weitere Bilder Fotos hochladen |